# مغرافية
المغرافية (الاسم العلمي:Scapaniaceae) هي فصيلة من النباتات تتبع رتبة الجنغرمنيات من طائفة الجنغرمنانية.

## الأجناس
- المغرافة